# Gymnopleurus ignitus
Gymnopleurus ignitus är en skalbaggsart som beskrevs av Johann Christoph Friedrich Klug 1855. Gymnopleurus ignitus ingår i släktet Gymnopleurus och familjen bladhorningar. Inga underarter finns listade i Catalogue of Life.